# Северка (муниципальное образование город Екатеринбург)
Се́верка — посёлок в составе муниципального образования «город Екатеринбург» в Свердловской области, Россия, подчинён Железнодорожному району Екатеринбурга.
По населению и промышленности посёлок сопоставим с небольшим городом. Площадь поселка составляет 2,817 кв.км.

## Население
| 1970 | 1979  | 1989  | 2002  | 2009  | 2010  | 2021  |
| ---- | ----- | ----- | ----- | ----- | ----- | ----- |
| 3443 | ↗3766 | ↘3184 | ↗3380 | ↗4020 | ↘3516 | ↘2917 |

## География
Посёлок Северка расположен в гористой и лесистой местности на восточном склоне Срединного Уральского хребта Среднего Урала, возле впадения реки Северки в реку Решётку, в западном пригороде Екатеринбурга. Вокруг посёлка много лесистых горных вершин со скалами, многие из которых являются природными памятниками и туристическими объектами. Посёлок находится в 30 км к западу от Екатеринбурга, в 4 км от Московского тракта. Северка расположена на северо-западе муниципального образования «город Екатеринбург», в юго-западной части Железнодорожного района, к западу от самого города Екатеринбурга, приблизительно в 20 км от его центра, находится за пределами Екатеринбургской кольцевой автодороги, которая проходит восточнее Северки.
На юге через посёлок проходит железнодорожная ветка Кузино — Екатеринбург (часть Транссибирской магистрали). Здесь расположена станция Северка. Параллельно данной железнодорожной ветке южнее посёлка проходит ветка Дружинино — Екатеринбург, на которой на небольшом отдалении к юго-востоку от посёлка находится остановочный пункт 1639 км.

## История
Поселения здесь существовали, возможно ещё 5 тыс. лет назад, что доказывает существование в 3 км от посёлка скал Северские писанцы, в 1985 г. В. Н. Прониным на них были открыты писанцы древних людей. Писанцы сохранились только на трёх из пяти скал на высоте от 1,2 м над землёй. На скалах — изображение копытного животного (вероятно, лося), на фоне мотива в виде сетки — не менее восьми водоплавающих птиц (уток), 4-5 человекообразных существ и геометрические формы. Нанесены они линией шириной от 1 до 2,2 см. Учёные определяют время создания писаницы III тысячелетием до нашей эры.
Название посёлок получил от речки Северки. По одним данным, он возник в 1725 году в центре углезаготовок. Углезаготовки к западу от Екатеринбурга ограничены д. Палкино. Место для сырьевой базы подобрано лично В. Н. Татищевым и В. де Генниным. В XIX веке в глухом по тем временам месте была дача екатеринбургского золотопромышленника Зигмунда Ялищиновского. По другим данным — поселок был основан в начале XX века. В. П. Аничков описывает эти места в 1917-18 годах, где заимкой «Маргаритино» владел Владимир Михайлович Имшенецкий, золотопромышленник и владелец одного из первых в Екатеринбурге кинематографа «Художественный» (позже — «Салют»).
В начале XX века здесь был разъезд № 73 («Хохотун») по счёту от Перми, позже вырос посёлок, кирпичный и камнещебёночный заводы. К заводу провели колею железной дороги, и разъезд с 1930 превратился в станцию. Северский кирпичный дал начало посёлку в начале 1930-х гг. Камнещебёночный завод построили в 1961-62гг и колею железной дороги подвели именно к нему, у кирпичного не было выхода на железную дорогу. В 1931 открыта начальная школа (ныне — средняя общеобразовательная школа № 179). В 1928 начались разработки гранодиоритов, из которых был сложен утёс, а в 1932 утёс был взорван и на его месте образовался карьер. По мере углубления карьер стал заливаться водой и прекратил своё существование.
Первоначально посёлок Северка подчинялся Первоуральскому горсовету, согласно решениям Свердловского Облисполкома и Горсовета, с 15 мая 1991 года населённый пункт был переподчинён Свердловскому горсовету. По городской целевой программе по развитию отдалённых территорий в посёлке с 1998 года реконструированы дороги, в 2001—2002 годах реконструированы сети и сооружения водопровода, строятся очистные сооружения и газопровод. 24 июня 2004 года Екатеринбургская городская Дума признала состоявшимся сбор подписей населения посёлка Северка по поводу отнесения его к категории сельских населённых пунктов. 12 октября 2004 года Губернатор Свердловской области подписал закон № 117-ОЗ «Об отнесении рабочего посёлка Северка и посёлка Шабровский, расположенных в административных границах города Екатеринбурга, к категории сельских населённых пунктов, к виду посёлок». Вблизи юго-восточной окраины с 2006 года строится коттеджный посёлок «Новые Решёты». 24 апреля 2007 Екатеринбургская городская Дума приняла решение установить границу территории, на которой осуществляется территориальное общественное самоуправление, в черте населённого пункта — посёлок Северка (по обращению Органа территориального общественного самоуправления "Совет территориального общественного самоуправления микрорайона «Северский» от 27 марта 2007 года). Планировался газопровод высокого давления «Широкая речка — Северка».

## Инфраструктура
Коммунальное хозяйство: ЕМУП «ПЖРТ», МУП «ОКЖР» (две котельные).
С февраля 2009 года посёлок обслуживается АТС-211 (до этого обслуживался АТС-243) ЕГУЭС ЕФЭС ОАО Уралсвязьинформ. В посёлке средняя общеобразовательная школа № 179, детский сад № 92, детская школа искусств № 8 управления образования Екатеринбурга, клуб.
26 декабря 2006 открыто отделение общеврачебной практики Центральной городской больницы № 3. В 2015 году отделение расширено современной диагностической базой и дневным стационаром. В посёлке создан приход Во Имя Воскресения Христова.
Уральский учебно-опытный лесхоз Уральского государственного лесотехнического университета, где проходят областные слёты команд школьных лесничеств, а также региональные соревнования вальщиков леса «Лесоруб», которые организованы Уральским Союзом лесопромышленников и ООО «Хускварна» (проводились ежегодно с июня 1998).
К западу от посёлка — сады садоводческих некоммерческих товариществ «Берёзка», «Гранит», «Родничок-1», «Родничок-2». С юга к посёлку примыкает воинская часть
Дороги посёлка частично асфальтированы. С Екатеринбургом посёлок связан маршрутом 043, от улицы Горняков, по улицам Строителей, Набережной и Московскому тракту

## Промышленность
- ОАО «Северский гранитный карьер» (входит в список предприятий, производящих имеющую стратегическое значение для обеспечения безопасности государства продукцию[23]);
- ООО «Северская металлобаза»;
- ЗАО Карьер «Гора Хрустальная»;
- ЗАО «Спецуправление-74»;
- Лесоперерабатывающее предприятие (Леспромхоз с двумя шеститонными башенными кранами и 5 итальянскими сушильными камерами).

## Достопримечательности
Окрестности Северки очень живописны. Здесь начинаются несколько популярных туристических маршрутов. Вблизи железнодорожной станции находятся Северские каменные палатки, в 3 км от северной окраины посёлка — скалы Соколиный камень, в 4 км — Песчаное озеро, в 10 км — скалы Чёртово городище. С северо-востока к посёлку примыкает гора Медвежка (360 м, с двумя трассами для «клубного» катания на сноуборде и бугельным подъёмником, в настоящее время не работает, гора заброшена), на северо-восточном отроге горы расположены скалы Северская писаница.

## Выдающиеся жители
- Александр Иванович Блохин — выдающийся строитель и тракторист, кавалер ордена Ленина (1965).